# Гянт
Гянт — село в Джейрахском районе Ингушетии. Входит в сельское поселение Гули.

## География
Расположено на юге Республики Ингушетия, между рек Тхабахро и Гулойхи в 17 километрах на восток (по прямой) от Гули, административного центра поселения. Ближайшие населённые пункты: Эйханте, Пялинг.

### Часовой пояс
Село Гянт, как и вся республика Ингушетия, находится в часовой зоне МСК (московское время). Смещение применяемого времени относительно UTC составляет +3:00.

## Население
| 2010 |
| ---- |
| 0    |

## Инфраструктура
Отсутствует.